# Znak równości
Znak równości (ang. Equals sign) – symbol matematyczny używany dla oznaczenia równości. Znak równości stawiamy między dwoma przedmiotami, o których twierdzimy, że są równe.

## Historia
Znak równości miał zostać wprowadzony w 1557 roku przez walijskiego matematyka Roberta Recorde'a w książce The Wheatstone of Witte. Równość przez lata przedstawiana była przy pomocy słów, takich jak  aequales, aequantur, esgale, faciunt, ghelijck czy  gleich, czasami w skróconej formie (np. aeq). Jak wyjaśnia Recorde w swojej książce, wprowadził znak = dla uniknięcia ciągłego pisania słów „jest równe”, zaś właśnie taki kształt nadał mu, gdyż – jak pisał – nic nie może być bardziej równego, niż dwa równoległe odcinki tej samej długości.
Autorstwo Recorde'a jest kwestionowane, gdyż symbol ten pojawia się w manuskrypcie przechowywanym w bibliotece Uniwersytetu w Bolonii, datowanym na lata 1550–1568 – możliwe jest więc, iż któryś z bolońskich uczonych wprowadził to oznaczenie przed Recorde'em.
Znak równości został później na pewien czas porzucony. Ponownie pojawił się w anonimowym dodatku do angielskiego wydania Descriptio Napiera, w tłumaczeniu Edwarda Wrighta, z 1618 roku (autorstwo dodatku przypisuje się Williamowi Oughtredowi).
|  |

## Kod znaku
W Unicode znaki równości przybierają następujące postacie:
| Znak | Unicode | Kod HTML                        | Nazwa unikodowa         | Nazwa polska         |
| ---- | ------- | ------------------------------- | ----------------------- | -------------------- |
| =    | U+003D  | &#x3D; lub &#61;                | EQUALS SIGN             | znak równości        |
| ≃    | U+2243  | &#x2243; lub &#8771;            | ASYMPTOTICALLY EQUAL TO | asymptotycznie równe |
| ≅    | U+2245  | &cong; lub &#2245; lub &#8773;  | APPROXIMATELY EQUAL TO  | w przybliżeniu równe |
| ≈    | U+2248  | &asymp; lub &#2248; lub &#8776; | ALMOST EQUAL TO         | prawie równe         |
| ≝    | U+225F  | &#225F; lub &#8797;             | EQUAL TO BY DEFINITION  | równe z definicji    |
| ≡    | U+2261  | &equiv; lub&#x2261; lub &#8801; | IDENTICAL TO            | identyczne           |

## Powiązane i podobne symbole
- Symbol oznaczający przybliżoną równość: ≈.
- Symbol oznaczający, że dwa przedmioty nie są równe: ≠; w językach programowania używa się najczęściej symboli: !=, <>, ~=.
- Symbol ≡ oznacza najczęściej identyczność lub relację kongruencji.
- Symbol := oznacza zwykle definicję; używa się też oznaczenia ::=.
- Np. w języku programowania Pascal = służy do porównywania, a do przypisywania wartości :=. Natomiast w języku C i pokrewnych = służy do przypisywania wartości, a do porównywania ==. Dodatkowo, m.in. w PHP, === może oznaczać porównanie z uwzględnieniem typu.